# Ciąg Fibonacciego

Wykres funkcji dla pierwszych ośmiu wyrazów ciągu Fibonacciego

Ciąg Fibonacciego – ciąg liczb naturalnych określony rekurencyjnie w sposób następujący:
Pierwszy wyraz jest równy 0, drugi jest równy 1, każdy następny jest sumą dwóch poprzednich.
Formalnie:
{\displaystyle F_{n}={\begin{cases}0&{\text{dla }}n=0,\\1&{\text{dla }}n=1,\\F_{n-1}+F_{n-2}&{\text{dla }}n>1.\end{cases}}}
Kolejne wyrazy tego ciągu nazywane są liczbami Fibonacciego. Zaliczanie zera do elementów ciągu Fibonacciego zależy od umowy – część autorów definiuje ciąg od {\displaystyle F_{1}=F_{2}=1}.
Pierwsze dwadzieścia wyrazów ciągu Fibonacciego to:
| {\displaystyle F_{0}} | {\displaystyle F_{1}} | {\displaystyle F_{2}} | {\displaystyle F_{3}} | {\displaystyle F_{4}} | {\displaystyle F_{5}} | {\displaystyle F_{6}} | {\displaystyle F_{7}} | {\displaystyle F_{8}} | {\displaystyle F_{9}} | {\displaystyle F_{10}} | {\displaystyle F_{11}} | {\displaystyle F_{12}} | {\displaystyle F_{13}} | {\displaystyle F_{14}} | {\displaystyle F_{15}} | {\displaystyle F_{16}} | {\displaystyle F_{17}} | {\displaystyle F_{18}} | {\displaystyle F_{19}} |
| 0                     | 1                     | 1                     | 2                     | 3                     | 5                     | 8                     | 13                    | 21                    | 34                    | 55                     | 89                     | 144                    | 233                    | 377                    | 610                    | 987                    | 1597                   | 2584                   | 4181                   |

Ciąg został omówiony w roku 1202 przez Leonarda z Pizy, zwanego Fibonaccim, w dziele Liber abaci jako rozwiązanie zadania o rozmnażaniu się królików. Nazwę „ciąg Fibonacciego” spopularyzował w XIX w. Édouard Lucas.

## Wzór Bineta
Jawny wzór na {\displaystyle n}-ty wyraz ciągu Fibonacciego podany w 1843 r. przez J.P.M. Bineta możemy otrzymać, korzystając z metody funkcji tworzących.
Niech
{\displaystyle f_{n}=F_{n+1}.}
Funkcja tworząca dla tego ciągu ma postać
{\displaystyle s(x)=\sum _{n=0}^{\infty }f_{n}x^{n}.}
Podstawiając {\displaystyle f_{n}=f_{n-1}+f_{n-2},} otrzymujemy:
{\displaystyle {\begin{aligned}s(x)&=1+x+\sum _{n=2}^{\infty }\left(f_{n-2}+f_{n-1}\right)x^{n}\\&=1+x+x^{2}\sum _{n=2}^{\infty }f_{n-2}x^{n-2}+x\sum _{n=2}^{\infty }f_{n-1}x^{n-1}\\&=1+x+x^{2}s(x)+x(s(x)-1)=1+xs(x)+x^{2}s(x).\end{aligned}}}
W szczególności,
{\displaystyle s(x)={\frac {1}{1-x-x^{2}}}.}
Wyrażenie {\displaystyle {\frac {1}{1-x-x^{2}}}} można przedstawić w prostszej postaci, mianowicie:
{\displaystyle {\frac {1}{1-x-x^{2}}}=A/(1-ax)+B/(1-bx),}
gdzie:
{\displaystyle a={\frac {1+{\sqrt {5}}}{2}},}
{\displaystyle b={\frac {1-{\sqrt {5}}}{2}},}
{\displaystyle A={\frac {a}{a-b}},}
{\displaystyle B={\frac {-b}{a-b}}.}
Wówczas:
{\displaystyle s(x)=A\sum _{n=0}^{\infty }a^{n}x^{n}+B\sum _{n=0}^{\infty }b^{n}x^{n}=\sum _{n=0}^{\infty }{\frac {(a^{n+1}-b^{n+1})}{(a-b)}}x^{n},}
a stąd:
{\displaystyle f_{n}={\frac {(a^{n+1}-b^{n+1})}{(a-b)}}.}
Ponieważ {\displaystyle F_{n}=f_{n-1},} wyprowadzony został ostatecznie tzw. wzór Bineta zwany czasem wzorem Eulera-Bineta:
{\displaystyle F_{n}={\frac {1}{\sqrt {5}}}\left({\frac {1+{\sqrt {5}}}{2}}\right)^{n}-{\frac {1}{\sqrt {5}}}\left({\frac {1-{\sqrt {5}}}{2}}\right)^{n}.}
Ponieważ drugi człon tego wyrażenia szybko zbiega do zera
{\displaystyle F_{n}\approx {\frac {1}{\sqrt {5}}}\left({\frac {1+{\sqrt {5}}}{2}}\right)^{n}.}

## Znaczenia kombinatoryczne
- liczba ciągów o wyrazach równych 1 lub 2, które sumują się do liczby {\displaystyle n,} jest równa {\displaystyle F_{n+1},}
- liczba pokryć planszy {\displaystyle 2\times n} kostkami domina {\displaystyle 2\times 1} jest równa {\displaystyle F_{n+1},}
- liczba ciągów binarnych bez kolejnych jedynek (równoważnie zer) jest równa {\displaystyle F_{n+2},}
- liczba podzbiorów zbioru {\displaystyle \{1,\dots ,n\}} bez kolejnych liczb jest równa {\displaystyle F_{n+2},}
- liczba ciągów binarnych bez nieparzystej długości ciągów jedynek jest równa {\displaystyle F_{n+1},}
- liczba ciągów binarnych bez parzystej długości ciągów zer lub jedynek jest równa {\displaystyle 2F_{n}.}

## Własności

Sumy wyrazów tworzące ciąg Fibonacciego na trójkącie Pascala.

Można też wyrazić wartości kolejnych elementów ciągu za pomocą symbolu Newtona:

Ciąg kwadratów, których długości boków są kolejnymi liczbami Fibonacciego

{\displaystyle F_{n}=\sum _{k=1}^{\left\lfloor {\frac {n+1}{2}}\right\rfloor }{n-k \choose k-1}}
Zachodzą równości:
{\displaystyle \sum _{k=1}^{n}F_{k}=F_{n+2}-1}
{\displaystyle \sum _{i=0}^{n}iF_{i}=nF_{n+2}-F_{n+3}+2}
{\displaystyle \sum _{k=1}^{n}F_{k}^{2}=F_{n+1}F_{n}} (równanie ilustruje rysunek)
{\displaystyle \sum _{k=1}^{n}F_{k}^{3}=(F_{3n+2}+(-1)^{n+1}6F_{n-1}+5)/10}
{\displaystyle F_{2n}=F_{n+1}^{2}-F_{n-1}^{2}}
{\displaystyle F_{2n-1}=F_{n}^{2}+F_{n-1}^{2}}
{\displaystyle F_{n+1}F_{n-1}-F_{n}^{2}=(-1)^{n},} tzw. zależność Cassiniego (1680), która leży u podstaw zagadki brakującego kwadratu oraz uogólniona wersja:
{\displaystyle F_{n}^{2}-F_{n-r}F_{n+r}=(-1)^{n-r}F_{r}^{2},} tzw. zależność Catalana
{\displaystyle F_{n+1}F_{m}+F_{n}F_{m-1}=F_{m+n}}
{\displaystyle \sum _{i=0}^{n-1}F_{2i+1}=F_{2n}}
{\displaystyle \sum _{i=1}^{n}F_{2i}=F_{2n+1}-1}
{\displaystyle \sum _{i=1}^{n}(-1)^{i+1}F_{i}=(-1)^{n+1}F_{n-1}+1}
{\displaystyle \sum _{k=0}^{n-1}{n \choose k}F_{n-k}=F_{2n}}
I otrzymujemy ostatecznie:
{\displaystyle \sum _{i=1}^{n}\sum _{j=1}^{n}{n-i \choose j}{n-j \choose i}=F_{2n+1}}
Dowód: W zapisie {\displaystyle 2n+1} jako sumy jedynek i dwójek jest nieparzysta liczba jedynek. Lewa strona równości stanowi zliczanie liczby zapisów {\displaystyle 2n+1,} w którym parametry {\displaystyle i} i {\displaystyle j} odpowiadają liczbie dwójek po prawej i lewej stronie środkowej jedynki.
Kilka mniej znanych twierdzeń na temat ciągu Fibonacciego:
- Z wyjątkiem jednocyfrowych liczb ciągu Fibonacciego zawsze cztery albo pięć następujących po sobie wyrazów ciągu ma tę samą liczbę cyfr w układzie dziesiętnym.
- Jedynymi liczbami w ciągu Fibonacciego, będącymi kwadratami liczb całkowitych są 0, 1 i 144[8].
- Co trzecia liczba Fibonacciego jest podzielna przez 2, co czwarta – przez 3. Ogólniej: jeśli numer {\displaystyle n} dzieli się przez {\displaystyle k,} to liczba {\displaystyle F_{n}} dzieli się przez {\displaystyle F_{k}.} Dokładniej:

Jeśli {\displaystyle n=mq,} to: {\displaystyle F_{n}=F_{m}\sum _{j=1}^{q}F_{m-1}^{j-1}F_{n-jm+1}.}
Zachodzi jeszcze silniejszy związek: największy wspólny dzielnik dwóch liczb Fibonacciego jest liczbą Fibonacciego, której numer jest równy największemu wspólnemu dzielnikowi numerów tych liczb: {\displaystyle \gcd(F_{m},\,F_{n})=F_{\gcd(m,\,n)}.}
- Każda niezerowa liczba całkowita ma wielokrotność będącą liczbą Fibonacciego.
- Istnieje nieskończenie wiele liczb {\displaystyle n,} dla których zachodzi podzielność {\displaystyle n|F_{n}.} W szczególności można pokazać, że jeśli {\displaystyle m\in \mathbb {N} } to {\displaystyle 5^{m}|F_{5^{m}}.}

## Obliczanie liczb Fibonacciego
Teoretycznie wartości kolejnych wyrazów ciągu Fibonacciego mogą być obliczone wprost z definicji, jest to jednak metoda na tyle wolna, że stosowanie jej ma tylko sens dla niewielu początkowych wyrazów ciągu, nawet na bardzo szybkich komputerach. Wynika to z tego, że definicja {\displaystyle F_{n}} wielokrotnie odwołuje się do wartości poprzednich wyrazów ciągów. Drzewo wywołań takiego algorytmu dla parametru {\displaystyle n} musi mieć co najmniej {\displaystyle F_{n}} liści o wartości 1. Ponieważ ciąg Fibonacciego rośnie wykładniczo, oznacza to wyjątkowo słabą wydajność.
Istnieje równie prosta i znacznie szybsza metoda. Obliczamy wartości ciągu po kolei: {\displaystyle F_{0},} {\displaystyle F_{1},} {\displaystyle F_{2}} i tak aż do {\displaystyle F_{n},} za każdym razem korzystając z tego, co już obliczyliśmy. Nie trzeba nawet zapamiętywać wszystkich obliczonych dotychczas wartości, ponieważ wystarczą dwie ostatnie. Daje to złożoność liniową – o wiele lepszą od wykładniczej złożoności poprzedniej metody. Metoda ta może być postrzegana jako zastosowanie programowania dynamicznego.
```
 Fibonacci( n )
   
if
 n=0 
then
 
return
 0
   
if
 n=1 
then
 
return
 1
   f' ← 0
   f ← 1
   
for
 i ← 2 
to
 n
     
do

       m ← f + f'
       f' ← f
       f ← m
     
end

   
return
 f
```

## Macierze liczb Fibonacciego
Można zrobić to jeszcze szybciej dzięki zależności:
{\displaystyle {\begin{bmatrix}F_{n+2}&F_{n+1}\\F_{n+1}&F_{n}\end{bmatrix}}\cdot {\begin{bmatrix}1&1\\1&0\end{bmatrix}}={\begin{bmatrix}F_{n+3}&F_{n+2}\\F_{n+2}&F_{n+1}\end{bmatrix}}.}
Ponieważ równocześnie:
{\displaystyle {\begin{bmatrix}1&1\\1&0\end{bmatrix}}={\begin{bmatrix}F_{2}&F_{1}\\F_{1}&F_{0}\end{bmatrix}},}
to indukcyjnie:
{\displaystyle {\begin{bmatrix}1&1\\1&0\end{bmatrix}}^{n}={\begin{bmatrix}F_{n+1}&F_{n}\\F_{n}&F_{n-1}\end{bmatrix}},\quad n\geqslant 1}
lub w notacji wektorowej
{\displaystyle {\begin{bmatrix}F_{n+1}\\F_{n}\end{bmatrix}}={\begin{bmatrix}1&1\\1&0\end{bmatrix}}^{n}\times {\begin{bmatrix}F_{1}\\F_{0}\end{bmatrix}}.}
A ponieważ potęgowanie macierzy dla naturalnego wykładnika potęgi można przeprowadzić bardzo wydajnie algorytmem szybkiego potęgowania, możemy wyliczyć dowolny wyraz ciągu Fibonacciego z kosztem logarytmicznym względem {\displaystyle n,} tzn. obliczenie {\displaystyle F_{n}} wymaga ilości mnożeń {\displaystyle \Theta (\log n)} (symbol {\displaystyle \Theta } oznacza asymptotyczne tempo wzrostu).
- zobacz implementacje algorytmów obliczających wyrazy ciągu Fibonacciego

## Graficzna reprezentacja dwójkowa

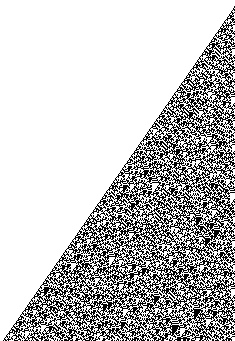
Ciąg Fibonacciego w systemie dwójkowym

Jeśli kolejne wyrazy ciągu zapisać w systemie dwójkowym, jeden pod drugim, z wyrównaniem do prawej strony, to otrzymamy wydłużający się w dół trójkąt, którego elementy powtarzają się („czubek” pojawia się poniżej, przy prawej krawędzi, w coraz dłuższym rozwinięciu – pojawia się nad nim „biały trójkąt”), co czyni go podobnym do fraktala. Dla lepszej przejrzystości na rysunku obok wszystkie zera zastąpiono białymi punktami, a jedynki – czarnymi.

## Złota liczba
Granicą ciągu
{\displaystyle {\frac {F_{n+1}}{F_{n}}},n\geqslant 1,}
czyli ciągu ilorazów kolejnych wyrazów ciągu Fibonacciego, jest tzw. złota liczba lub złota proporcja. Złota proporcja jest definiowana jako dodatnie rozwiązanie równania
{\displaystyle {\frac {x}{1}}={\frac {1}{x-1}}} lub równoważnego {\displaystyle x=1+{\frac {1}{x}}}
i oznaczana grecką literą φ. Mamy
{\displaystyle \varphi ={\frac {1+{\sqrt {5}}}{2}}\approx 1{,}61803\,39887\ldots }
Formalnie piszemy
{\displaystyle \lim _{n\to \infty }{\frac {F_{n+1}}{F_{n}}}=\varphi }.

### Dowód zbieżności ciągu ilorazów
Udowodnimy, że granica ciągu {\displaystyle \varphi _{n}={\frac {F_{n+1}}{F_{n}}},n\geqslant 1} istotnie istnieje, a ponadto jest równa {\displaystyle \varphi }.
Z definicji złotej proporcji {\displaystyle \varphi =1+{\frac {1}{\varphi }}} oraz {\displaystyle \varphi >0}. Stąd {\displaystyle \varphi >1}. Ciąg Fibonacciego jest rosnący, więc {\displaystyle \varphi _{n}={\frac {F_{n+1}}{F_{n}}}\geqslant 1}. Zobaczmy, że {\displaystyle \varphi _{n+1}={\frac {F_{n+2}}{F_{n+1}}}={\frac {F_{n+1}+F_{n}}{F_{n+1}}}=1+{\frac {F_{n}}{F_{n+1}}}=1+{\frac {1}{\varphi _{n}}}}. Łącząc powyższe fakty otrzymujemy, że
{\displaystyle \left|\varphi _{n+1}-\varphi \right|=\left|\left(1+{\frac {1}{\varphi _{n}}}\right)-\left(1+{\frac {1}{\varphi }}\right)\right|=\left|{\frac {1}{\varphi _{n}}}-{\frac {1}{\varphi }}\right|=\left|{\frac {\varphi -\varphi _{n}}{\varphi _{n}\varphi }}\right|={\frac {1}{\varphi _{n}}}\cdot {\frac {1}{\varphi }}\left|\varphi _{n}-\varphi \right|\leqslant {\frac {1}{\varphi }}\left|\varphi _{n}-\varphi \right|}
dla {\displaystyle n\geqslant 1} całkowitych. Zatem mamy
{\displaystyle \left|\varphi _{n}-\varphi \right|\leqslant {\frac {1}{\varphi }}\left|\varphi _{n-1}-\varphi \right|\leqslant {\frac {1}{\varphi ^{2}}}\left|\varphi _{n-2}-\varphi \right|\leqslant \cdots \leqslant {\frac {1}{\varphi ^{n-1}}}\left|\varphi _{1}-\varphi \right|}
dla {\displaystyle n\geqslant 1} całkowitych. Nierówność {\displaystyle \varphi >1} implikuje, że {\displaystyle {\frac {1}{\varphi ^{n-1}}}\longrightarrow 0}. Stąd {\displaystyle \left|\varphi _{n}-\varphi \right|\longrightarrow 0}, a zatem {\displaystyle \varphi _{n}\longrightarrow \varphi }.

### Uogólniony ciąg Fibonacciego i jego ciąg ilorazów
Ciąg
{\displaystyle G_{n}={\begin{cases}a&{\text{dla }}n=0\\b&{\text{dla }}n=1\\G_{n-1}+G_{n-2}&{\text{dla }}n\geqslant 2\end{cases}}},
gdzie {\displaystyle a} oraz {\displaystyle b} są ustalonymi liczbami zespolonymi, jest czasem nazywany uogólnionym ciągiem Fibonacciego. Spełnia on wzór
{\displaystyle G_{n}=a\cdot F_{n-1}+b\cdot F_{n}},
który będzie potrzebny do obliczenia granicy ciągu {\displaystyle {\frac {G_{n+1}}{G_{n}}}}. Przypomnijmy, że {\displaystyle {\frac {F_{n+1}}{F_{n}}}\longrightarrow \varphi } oraz {\displaystyle {\frac {F_{n-1}}{F_{n}}}\longrightarrow \varphi ^{-1}}. Zobaczmy teraz, że
{\displaystyle \lim _{n\to \infty }{\frac {G_{n+1}}{G_{n}}}=\lim _{n\to \infty }{\frac {a\cdot F_{n}+b\cdot F_{n+1}}{a\cdot F_{n-1}+b\cdot F_{n}}}=\lim _{n\to \infty }{\frac {a+b\cdot {\frac {F_{n+1}}{F_{n}}}}{a\cdot {\frac {F_{n-1}}{F_{n}}}+b}}={\frac {a+b\cdot \varphi }{a\cdot \varphi ^{-1}+b}}=\varphi }
o ile tylko {\displaystyle a\cdot \varphi ^{-1}+b\neq 0}.
Jeśli {\displaystyle a\cdot \varphi ^{-1}+b=0}, to albo {\displaystyle a=b=0}, albo {\displaystyle a\neq 0\neq b} oraz {\displaystyle {\frac {b}{a}}=-\varphi ^{-1}}. W pierwszym przypadku {\displaystyle G_{n}=0} dla wszystkich {\displaystyle n\geqslant 0} całkowitych, a wtedy wyrażenie {\displaystyle {\frac {G_{n+1}}{G_{n}}}={\frac {0}{0}}} nie ma sensu. W drugim przypadku otrzymujemy ciąg geometryczny zadany wzorem
{\displaystyle G_{n}=a\cdot \left(-\varphi \right)^{-n}},
co daje {\displaystyle {\frac {G_{n+1}}{G_{n}}}=-\varphi ^{-1}} dla wszystkich {\displaystyle n\geqslant 0} całkowitych. Wtedy w szczególności {\displaystyle {\frac {G_{n+1}}{G_{n}}}\longrightarrow -\varphi ^{-1}}. Odnotujmy, że {\displaystyle -\varphi ^{-1}} jest drugim, obok {\displaystyle \varphi }, z rozwiązań równania {\displaystyle x=1+{\frac {1}{x}}}.

### Powiązania z ułamkami łańcuchowymi
Kolejne wyrazy ciągu: {\displaystyle {\frac {F_{n+1}}{F_{n}}}} są także wartościami {\displaystyle n}-tego odcinka ułamka łańcuchowego
{\displaystyle \varphi =[1;1,1,1,\dots ]=1+{\cfrac {1}{1+{\cfrac {1}{1+{\cfrac {1}{1+\ldots }}}}}},}
wartościami kolejnych odcinków są następujące liczby:
{\displaystyle {\cfrac {1}{1}}=1\qquad {\cfrac {2}{1}}=1+{\cfrac {1}{1}}\qquad {\cfrac {3}{2}}=1+{\cfrac {1}{1+{\cfrac {1}{1}}}}\qquad {\cfrac {5}{3}}=1+{\cfrac {1}{1+{\cfrac {1}{1+{\cfrac {1}{1}}}}}}\qquad {\cfrac {8}{5}}=1+{\cfrac {1}{1+{\cfrac {1}{1+{\cfrac {1}{1+{\cfrac {1}{1}}}}}}}}}

## Liczby pierwsze w ciągu Fibonacciego
Niektóre z wyrazów ciągu Fibonacciego to liczby pierwsze, początkowe to: 2, 3, 5, 13, 89, 233, 1597, 28657, 514229. Problem, czy w ciągu Fibonacciego istnieje nieskończenie wiele liczb pierwszych, jak dotąd nie doczekał się rozstrzygnięcia (stan na styczeń 2023).

## Podobne ciągi

### Ciąg Lucasa
Ciąg Lucasa jest pewną odmianą ciągu Fibonacciego, definiujemy go
{\displaystyle L_{n}:=L(n):={\begin{cases}2&{\text{dla }}n=0,\\1&{\text{dla }}n=1,\\L(n-1)+L(n-2)&{\text{dla }}n>1.\end{cases}}}
Zachodzą równości:
{\displaystyle L_{n}=F_{n-1}+F_{n+1}}
{\displaystyle F_{n}={\tfrac {1}{5}}(L_{n-1}+L_{n+1}).}
{\displaystyle F_{n+1}={\tfrac {1}{2}}(F_{n}+L_{n}).}
{\displaystyle F_{2n}=F_{n}L_{n}.}
{\displaystyle F_{m+n}={\tfrac {1}{2}}(F_{m}L_{n}+F_{n}L_{m}).}
{\displaystyle F_{m-n}={\tfrac {1}{2}}(-1)^{n}(F_{m}L_{n}-F_{n}L_{m}).}

### Ciąg „Tribonacciego”
Różni się od ciągu Fibonacciego tym, że każdy kolejny jego wyraz powstaje przez zsumowanie poprzednich trzech wyrazów zamiast dwóch.
Jego kilka początkowych wyrazów to: 0, 0, 1, 1, 2, 4, 7, 13, 24, 44, 81, 149, 274, 504, 927, 1705, 3136, 5768, 10609, 19513, 35890...
Stała „Tribonacciego” jest granicą ciągu: {\displaystyle {\frac {T(n+1)}{T(n)}}} (gdzie {\displaystyle T(n)} jest {\displaystyle n}-tym wyrazem ciągu „Tribonacciego”), czyli analogiem złotej liczby dla ciągu Fibonacciego. Jest ona pierwiastkiem wielomianu {\displaystyle x^{3}-x^{2}-x-1} oraz równania {\displaystyle x+x^{-3}=2} i wynosi ok. 1,83929.

### Ciąg „Tetranacciego”
Różni się od ciągu Fibonacciego tym, każdy kolejny jego wyraz powstaje przez zsumowanie poprzednich czterech wyrazów zamiast dwóch.
Jego kilka początkowych wyrazów to: 0, 0, 0, 1, 1, 2, 4, 8, 15, 29, 56, 108, 208, 401, 773, 1490, 2872, 5536, 10671, 20569...
Stała „Tetranacciego” jest granicą ciągu: {\displaystyle {\frac {T(n+1)}{T(n)}}} (gdzie {\displaystyle T(n)} jest {\displaystyle n}-tym wyrazem ciągu „Tetranacciego”). Jest ona pierwiastkiem wielomianu {\displaystyle x^{4}-x^{3}-x^{2}-x-1} oraz równania {\displaystyle x+x^{-4}=2} i wynosi ok. 1,92756.

### Słowa Fibonacciego
Ciąg słów Fibonacciego to ciąg słów
{\displaystyle F_{n}={\begin{cases}b&{\text{dla }}n=1,\\a&{\text{dla }}n=2,\\F_{n-1}\cdot F_{n-2}&{\text{dla }}n>2,{\text{ gdzie }}\cdot {\text{ oznacza sklejenie ciagow}}\end{cases}}}

## Ciąg Fibonacciego w biologii
W kształtach wielu roślin widać linie spiralne. Na przykład na owocu ananasa 8 takich linii biegnie w jedną stronę, a 5 lub 13 w przeciwną. Na tarczy słonecznika może się krzyżować 55 spiral z 89 (liczby te bywają większe). Również różyczki kalafiora ułożone są spiralnie.
U większości roślin takie organy jak łodyga, liście czy kwiaty rozwijają się z małego, centralnie usytuowanego skupiska komórek – merystemu. Każdy zawiązek nowego organu (zwany primordium) wyrasta z merystemu w innym kierunku, pod pewnym kątem w stosunku do zawiązka, który pojawił się wcześniej. Okazuje się, że u wielu roślin ten kąt jest taki sam i że to właśnie dzięki niemu powstają wspomniane linie spiralne. Ten kąt to w przybliżeniu 137,5 stopnia (jest to tak zwany „Złoty kąt”). „Złotego kąta” nie da się wyrazić ułamkiem zwykłym. Jego dopełnienie do 360 stopni wynosi w przybliżeniu 5/8 kąta pełnego, dokładniej jest to 8/13 kąta pełnego, jeszcze dokładniej 13/21 i tak dalej (oparcie na liczbach Fibonacciego), ale żaden ułamek zwykły nie odpowiada mu ściśle.
Kiedy pojawiają się kolejne zawiązki, to jeśli każdy następny utworzy z poprzednim wspomniany „złoty kąt”, nigdy nie dojdzie do tego, by dwa z nich (lub więcej) rozwijały się w tym samym kierunku. Dzięki temu organy nie wyrastają z merystemu promieniście, lecz układają się w linie spiralne.

## Ciąg Fibonacciego w muzyce
Niektórzy muzykolodzy dopatrują się istnienia ciągu Fibonacciego w utworach muzycznych oraz w budowie instrumentów. Zależności takie występują w utworach muzycznych – najczęściej w proporcjach rytmicznych. Węgierski muzykolog Erno Lendvai wykrył wiele takich zależności w muzyce Beli Bartóka, przede wszystkim w Muzyce na instrumenty strunowe, perkusję i czelestę, gdzie w części I kolejne odcinki formy zaczynają się w następującym porządku:
- zakończenie ekspozycji – t. 21,
- początek stretto – t. 34,
- kulminacja części – t. 55,
- koniec części – t. 89.

W drugiej połowie XX wieku ciąg Fibonacciego stosowany był przez niektórych kompozytorów do proporcjonalnego porządkowania rytmu lub harmonii. Szczególnie często sięgali do niego kompozytorzy stosujący technikę serialną, np.: Karlheinz Stockhausen Klavierstück IX, Luigi Nono Il canto sospeso, Cristóbal Halffter Fibonacciana. Na ciągu Fibonacciego stosowanym równocześnie w przód i wstecz zbudowane jest Trio klarnetowe Krzysztofa Meyera. Jednostką miary jest w tym utworze ćwierćnuta, a kolejne odcinki różnią się obsadą, np.:
- kolejne odcinki grane przez fortepian mają długość: 89, 55, 34, 21, 13 ćwierćnut,
- wszystkie instrumenty razem grają: 21, 34, 55, 89, 144 ćwierćnut[14].

Ciąg Fibonacciego używany jest też przez twórców spoza muzyki klasycznej, np. zespół Tool wykonujący muzykę z pogranicza rocka i metalu progresywnego w albumie Lateralus w tytułowym utworze użył ciągu Fibonacciego do stworzenia linii wokalnej.

## Ciąg Fibonacciego w literaturze
Motyw ciągu Fibonacciego wykorzystany został także w utworach literackich. W książce Kod Leonarda da Vinci Dana Browna stanowi on element jednego z kodów, który muszą złamać główni bohaterowie. W powieści Gniazdo światów Marka Huberatha ciąg Fibonacciego jest podstawą struktury wszechświata, na której oparte są kolejne jego poziomy.
Istnieją też utwory poetyckie nawiązujące formą do ciągu Fibonacciego. Współczesny poeta polski Marcin Orliński (na potrzeby czasopisma satyrycznego) nazwał ten gatunek fibonagramem. W obrębie fibonagramu wyróżnił fibonagram literowy (liczba liter w kolejnych wyrazach odpowiada wartości kolejnych wyrazów w ciągu) i fibonagram wyrazowy (liczba słów w wersie odpowiada wartości kolejnych wyrazów w ciągu).